# Radibuška Reka
Radibuška Reka är ett periodiskt vattendrag i Nordmakedonien.   Det rinner genom kommunen Rankovce, i den nordöstra delen av landet, 60 kilometer öster om huvudstaden Skopje.